# Мулиначо (Фиренца)
Мулиначо је насеље у Италији у округу Фиренца, региону Тоскана.
Према процени из 2011. у насељу је живело 130 становника. Насеље се налази на надморској висини од 453 м.